# Torgelow
Torgelow è una città del Meclemburgo-Pomerania Anteriore, in Germania.

Appartiene al circondario della Pomerania Anteriore-Greifswald ed è parte dell'Amt Torgelow-Ferdinandshof.

## Geografia antropica
Nel territorio della città di Torgelow sono comprese le frazioni (Ortsteil) di Heinrichsruh, Holländerei e Müggenburg.